# Liste des épisodes de Black Lagoon
 (avril 2025).
Motif : Article à priori non admissible. Sujet principal admissible. Article type BDD. Suggestion : fusion des données dans l'article principal parent
- Archive Wikiwix
- Bing
- Cairn
- DuckDuckGo
- E. Universalis
- Gallica
- Google
- G. Books
- G. News
- G. Scholar
- Persée
- Qwant
- (zh) Baidu
- (ru) Yandex
- (wd) trouver des œuvres sur Wikidata

| 1. | Préciser le motif de la pose du bandeau. | Précisez le motif de la pose du bandeau en utilisant la syntaxe suivante : {{admissibilité à vérifier\|date=avril 2025\|motif=remplacez ce texte par le motif}}                                         |
| 2. | Informer les utilisateurs concernés.     | Pensez à avertir le créateur de l'article, par exemple, en insérant le code ci-dessous sur sa page de discussion : {{subst:avertissement admissibilité à vérifier\|Liste des épisodes de Black Lagoon}} |

Cette page liste les épisodes de l'adaptation en version anime du manga Black Lagoon,.

## Saison 1
| #  | Titre                                                             | Titre français                       | Première diffusion |
| -- | ----------------------------------------------------------------- | ------------------------------------ | ------------------ |
| 01 | The Black Lagoon (Black Lagoon)                                   | Le « Black Lagoon »                  | 8 avril 2006       |
| 02 | Mangrove Heaven (Black Lagoon)                                    | Le Paradis de Mangroves              | 15 avril 2006      |
| 03 | Ring-Ding Ship Chase (Chase for ring-ding ships)                  | Poursuite infernale                  | 22 avril 2006      |
| 04 | Die Rückkehr des Adlers (Das Wieder Erstehen Des Adlers)          | Le retour de l'Aigle                 | 29 avril 2006      |
| 05 | Eagle Hunting and Hunting Eagles (Das Wieder Erstehen Des Adlers) | Chasse à l'aigle et Aigles en chasse | 6 mai 2006         |
| 06 | Moonlit Hunting Grounds (Das Wieder Erstehen Des Adlers)          | Chasse au clair de lune              | 13 mai 2006        |
| 07 | Calm Down, Two Men (Calm Down, Two Men)                           | Du calme, vous deux                  | 20 mai 2006        |
| 08 | Rasta Blasta (Rasta Blasta)                                       | Rasta Blasta                         | 27 mai 2006        |
| 09 | Maid to Kill (Rasta Blasta)                                       | Bonne à tuer                         | 3 juin 2006        |
| 10 | The Unstoppable Chambermaid (Rasta Blasta)                        | La bonne invincible                  | 10 juin 2006       |
| 11 | Lock'n Load Revolution (Goat, Jihad, Rock'N Roll)                 | Révolution ciblée                    | 17 juin 2006       |
| 12 | Guerrillas in the Jungle (Goat, Jihad, Rock'N Roll)               | Guérillas dans la jungle             | 24 juin 2006       |

## Saison 2: The Second Barrage
| #  | Titre                             | Titre français                          | Première diffusion |
| -- | --------------------------------- | --------------------------------------- | ------------------ |
| 01 | The Vampire Twins Comen           | L'avènement des jumeaux vampires        | 3 octobre 2006     |
| 02 | Bloodsport Fairytale              | Un conte de fées sanglant               | 10 octobre 2006    |
| 03 | Swan Song at Down                 | Le chant du cygne à l'aube              | 17 octobre 2006    |
| 04 | Greenback Jane                    | Jane aux billets verts                  | 24 octobre 2006    |
| 05 | The Roanapur Freakshow Circus     | Le cirque des curiosités de Roanapur    | 31 octobre 2006    |
| 06 | Mr. Benny's Good Fortune          | La chance de M. Benny                   | 7 novembre 2007    |
| 07 | Fujiyama Gangsta Paradise         | Le mont Fuji : le paradis des gangsters | 14 novembre 2007   |
| 08 | The Succession                    | La succession                           | 21 novembre 2007   |
| 09 | Two Father's Little Soldier Girls | Les fillettes soldats des deux pères    | 28 novembre 2007   |
| 10 | The Dark Tower                    | La Tour Sombre                          | 4 décembre 2007    |
| 11 | Snow White's Payback              | La revanche de Blanche Neige            | 11 décembre 2007   |
| 12 | The Gunslingers                   | Les flingueurs                          | 18 décembre 2007   |

## Saison 3: Roberta's Blood Trail
| #  | Titre                         | Titre français                          | Première diffusion |
| -- | ----------------------------- | --------------------------------------- | ------------------ |
| 01 | Collateral Massacre           | Massacre collatéral                     | 17 juillet 2010    |
| 02 | An Office Man's Tactics       | Tactiques d'un employé de bureau        | 30 septembre 2010  |
| 03 | Angels in the Crosshairs      | Les anges dans le viseur                | 7 janvier 2011     |
| 04 | Oversaturation Kill Box       | Tuerie en surchauffe                    | 11 mars 2011       |
| 05 | Codename Paradise, Status MIA | Nom de code Paradise, disparu au combat | 22 juin 2011       |